# Karol Rómmel

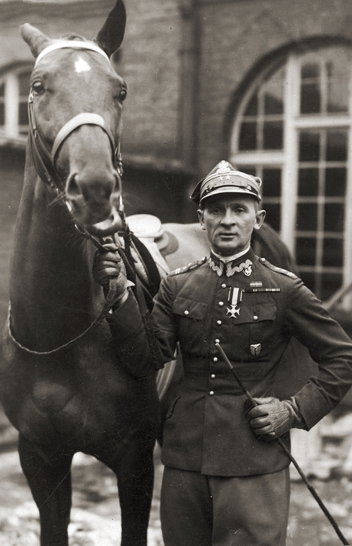
Karol Rómmel 1934

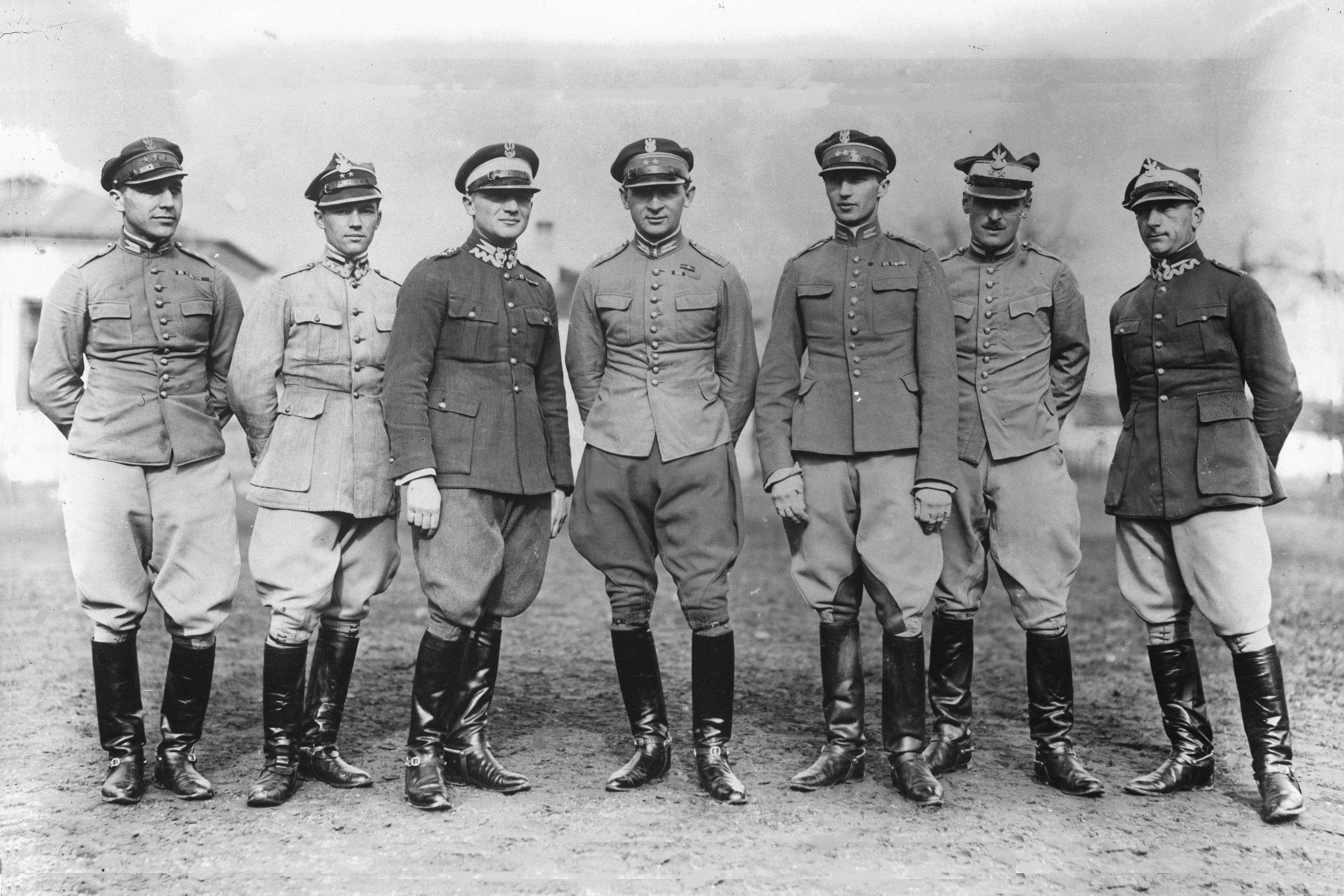
Karol Rómmel (czwarty z lewej) w towarzystwie pozostałych członków polskiej kadry jeździeckiej

Karol Rómmel (do 1918 Rummel, ur. 10 maja?/22 maja 1888 w Grodnie, zm. 7 marca 1967 w Elblągu) – podpułkownik kawalerii Wojska Polskiego, jeździec, trzykrotny olimpijczyk, kawaler Orderu Virtuti Militari.

## Życiorys
Pochodził ze starej kurlandzkiej szlachty. Urodził się 22 maja 1888 w Grodnie, w rodzinie Karola Aleksandra (1855–1917), generała rosyjskiej armii, i Marii z Marcinkiewiczów. Był bratem Juliusza, generała, oraz Wilhelma, Waldemara i Jana. W 1918 pod wpływem brata Juliusza zmienił pisownię nazwiska zastępując „u” literą „ó”. Był mężem Marii (zm. 1976), ojcem Wilhelma Karola, malarza.

## Służba wojskowa
Ukończył Korpus Kadetów w Odessie (1906), Pawłowską Junkierską Szkołę Piechoty w Petersburgu (1908) oraz Akademię Sztuk Pięknych w Petersburgu, na której studiował malarstwo i rysunek. Razem z braćmi: Juliuszem, Wilhelmem, Waldemarem i Janem pełnił zawodową służbę wojskową w Armii Imperium Rosyjskiego. W 1914 roku w stopniu rotmistrza służył w 14 Małorosyjskim pułku kirasjerów/dragonów w Kaliszu. Z armii rosyjskiej odszedł w 1917 w stopniu pułkownika.
W 1919 wstąpił do Wojska Polskiego, zweryfikowany w lipcu 1919 w stopniu majora. Podczas wojny polsko-bolszewickiej dowodził 8 pułkiem ułanów. Następnie był instruktorem jazdy w szkołach oficerskich kawalerii w Przemyślu, Starej Wsi i w Centrum Wyszkolenia Kawalerii w Grudziądzu. W 1924 pełnił służbę w 1 pułku szwoleżerów Józefa Piłsudskiego w Warszawie. Z dniem 31 grudnia 1929 przeniesiony został w stan spoczynku.

## Osiągnięcia sportowe
Trzykrotnie brał udział w igrzyskach olimpijskich.
Na igrzyskach w Sztokholmie 1912, startując jeszcze w reprezentacji Rosji, był o krok od złotego medalu w skokach przez przeszkody. Pod koniec bezbłędnego drugiego przejazdu, jego koń Siablik pośliznął się na mokrym podłożu (ostatnią przeszkodą był rów z wodą) i upadł, a Rómmel złamał sześć żeber: mimo to wsiadł na konia i półprzytomny dokończył występ. Został sklasyfikowany na 15. miejscu, zyskał wielki aplauz publiczności, a król Szwecji Gustaw V odwiedził go w szpitalu i wręczył mu kopię złotego medalu olimpijskiego.
Na igrzyskach w Paryżu w 1924 zajął w skokach przez przeszkody indywidualnie 10. miejsce, a z drużyną – 6. miejsce (partnerzy Zdzisław Dziadulski, Adam Królikiewicz, Kazimierz Szosland), natomiast w WKKW: indywidualnie 10. miejsce z drużyną – 7. miejsce (partnerzy Tadeusz Komorowski, Kazimierz Suski de Rostwo, Kazimierz Szosland). Był wtedy organizatorem i w istocie trenerem polskiej ekipy jeździeckiej.
Na igrzyskach w Amsterdamie 1928 zdobył wreszcie, pod koniec kariery sportowej, medal olimpijski. Startując na koniu Donneuse, w WKKW indywidualnie zajął dalekie, 26. miejsce, ale drużyna zdobyła brązowy medal (partnerzy: Michał Woysym-Antoniewicz i Józef Trenkwald). Tym razem dopisało mu szczęście – cross był niezwykle trudny i ukończyły go w komplecie tylko Holandia, Norwegia i Polska, co zapewniło Polakom medal, mimo iż indywidualnie zajęli 15., 25. i 26. miejsce (zawody ukończyło 28 jeźdźców na 46 startujących).
W Plebiscycie Przeglądu Sportowego 1927 zajął drugie miejsce. W roku 1931 na koniu Caraibe brał udział w sławnej gonitwie Wielka Pardubicka, której nie ukończył (na trasie gonitwy miał trzy upadki, a następnie koń odmówił skoku). Był trenerem polskich jeźdźców przygotowujących się do igrzysk olimpijskich w okresie międzywojennym.
Często gościł w Łodzi, m.in. biorąc udział w gonitwach na torze w Rudzie Pabianickiej oraz
utrzymując ożywione kontakty z łódzkim środowiskiem jeździeckim w kręgu łódzkiej burżuazji m.in. trenując członków Łódzkiego Klubu Jazdy Konnej.

## Wojna i czasy powojenne
W czasie II wojny światowej był więziony w niemieckich obozach koncentracyjnych KL Dachau i KL Gusen I (Mauthausen). Po wojnie pracował jako trener (m.in. w Sopocie), a pod jego opieką wyrosło wielu wybitnych jeźdźców polskich.
Jako konsultant brał udział w produkcji filmów Lotna, Krzyżacy i Tarpany. W tych samych filmach wystąpił również jako aktor niezawodowy, poza tym zagrał także w filmie Milczenie.
Karol Rómmel pochowany został na Centralnym Cmentarzu Srebrzysko w Gdańsku-Wrzeszczu (rejon XII, taras III-1-8/9).

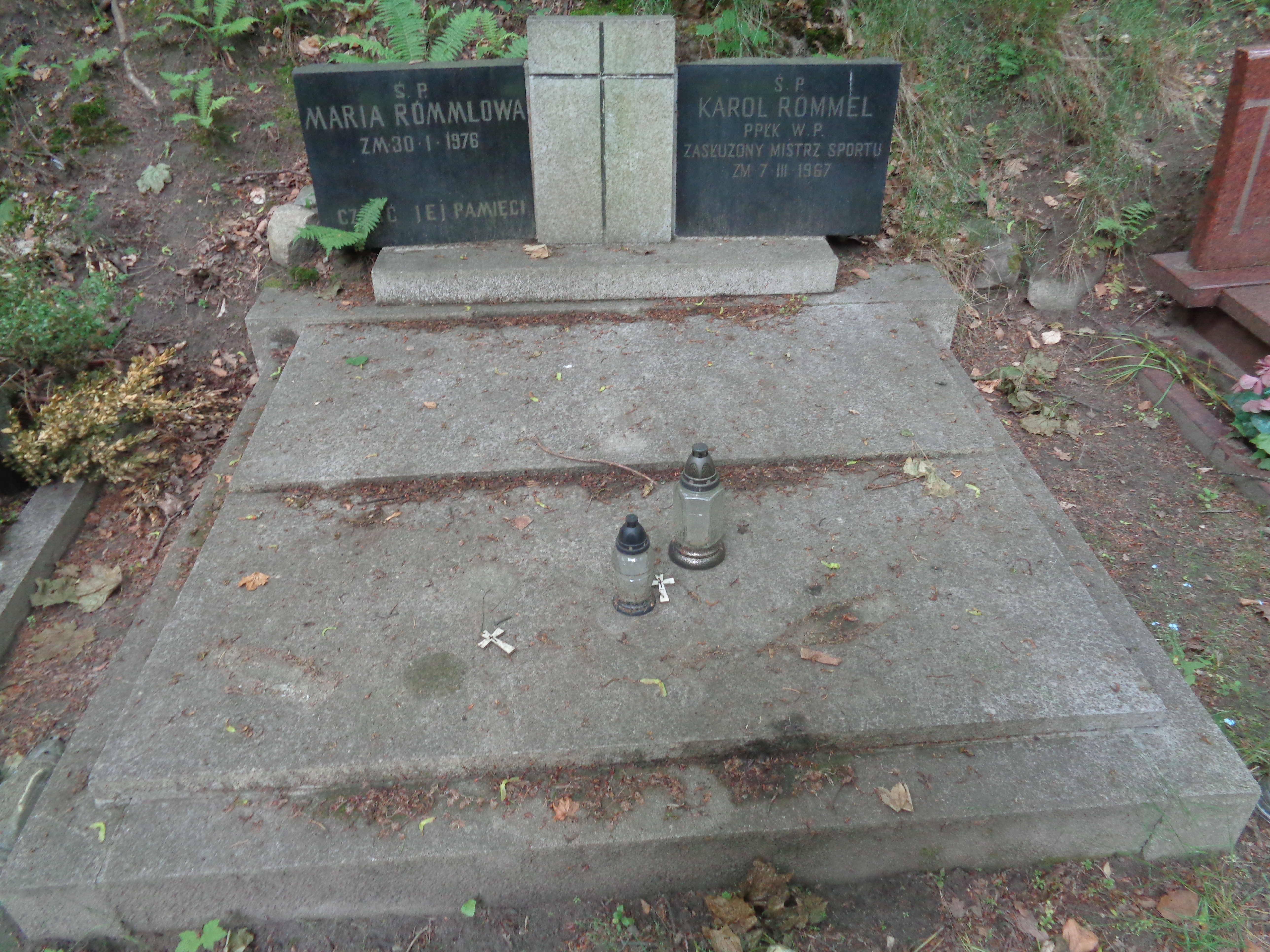
Grób Karola Rómmla na cmentarzu Srebrzysko

## Awanse
- podpułkownik – zweryfikowany ze starszeństwem z dniem 1 lipca 1919 w korpusie oficerów kawalerii

## Ordery i odznaczenia
- Krzyż Srebrny Orderu Wojskowego Virtuti Militari nr 1942 (1921)[10][11]
- Krzyż Oficerski Orderu Odrodzenia Polski (3 maja 1928)[12][13]
- Złoty Krzyż Zasługi (dwukrotnie: po raz pierwszy 29 kwietnia 1925[14])
- Medal Pamiątkowy za Wojnę 1918–1921[15]
- Medal Dziesięciolecia Odzyskanej Niepodległości[15]
- Odznaka za Rany i Kontuzje[16]
- Złota Honorowa Polska Odznaka Jeździecka
- Krzyż Kawalerski Orderu Domowego pw. świętych Maurycego i Łazarza (Włochy)
- Medal V Olimpiady (Szwecja 1912)